# Función de decrecimiento rápido

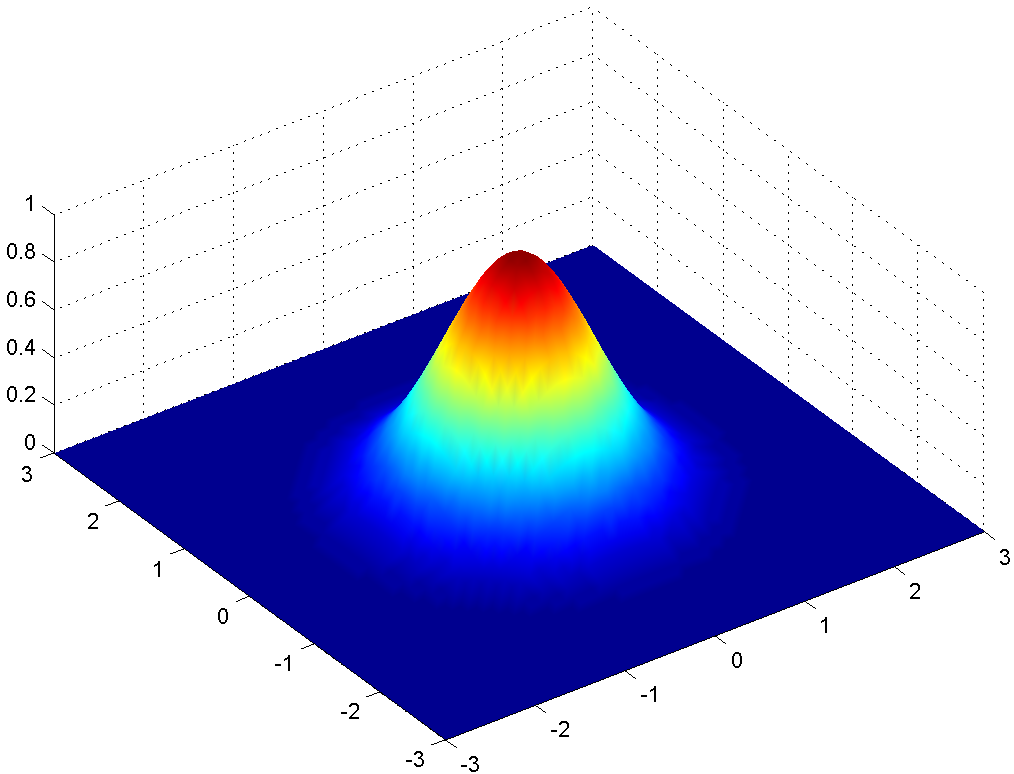
Una función gaussiana bidimensional es un ejemplo de función de decrecimiento rápido, y por tanto, un elemento del espacio de Schwartz.

Una función de decrecimiento rápido es una función f sobre {\displaystyle \mathbb {R} ^{n}} que decrece a cero hacia infinito de tal manera que, su cota superior asintótica cumple que:

{\displaystyle f(\mathbf {x} )=o\left({\frac {1}{\|\mathbf {x} \|^{N}}}\right),\qquad N\geq 1}

El conjunto de estas funciones puede convertirse en un espacio normado, llamado espacio de Schwartz.
- Datos: Q5870972